# Catraieiros de Alter do Chão
Os catraieiros de Alter do Chão é o ofício de remador da embarcação do tipo catraia no distrito santareno de Alter do Chão, no município brasileiro de Santarém na região oeste do estado do Pará.
Onde um rodízio de cerca de 100 canoas do tipo catraia, comandados por remadores/catraieiros, fazem o transporte manual à remo dos turistas pelo Lago Verde para às águas quentes do rio Tapajós na ilha do Amor (cartão-postal) na vila balneária. Contrubindo para o ecoturismo e bucolismo da região (sem uso de embarcações motorizadas).

## Sairé
A Festa do Sairé inicia com o ritual da busca dos mastros, que antecede a abertura oficial da festividade, que é realizado pelos catraieiros através do rio Tapajós até a praia do Cajueiro (onde permanecem até a abertura oficial), usando as canoas enfeitadas com fitas coloridas.

## Regulamentação
A Capitania regulamentou a função na vila balneária junto com a Associação dos Catraieiros da Vila de Alter do Chão (Acvac), criada há 37 anos. A entidade possui 168 associados que trabalham no modo de rodízio com as 100 embarcações disponíveis. Tem o limite de quatro passageiros mais o catraieiro para cada catraia durante cada travessia, onde todos os embarcados (passageiros e catraieiro) devem usar equipamentos de salvatagem (como colete salva-vida). A taxa a ser cobrada em cada travessia é de 5 reais. Recomenda-se que os catraieiros devam ter acima de 16 anos.